# Деонтей Уайлдер — Луис Ортис (2018)
Деонтей Уайлдер против Луиса Ортиса (англ. Deontay Wilder vs. Luis Ortiz) — профессиональный боксёрский 12-раундовый поединок в тяжёлом весе за титул чемпиона мира по версии World Boxing Council, обладателем которого являлся Деонтей Уайлдер. Бой состоялся 3 марта 2018 года на арене «Барклайс-центр» в Бруклине, Нью-Йорк.
Первоначально поединок должен был состояться 4 ноября 2017 года, но из-за провала Ортисом допинг-теста бой был отменён. В этот день Уайлдер провёл поединок против обязательного претендента на титул и бывшего его обладателя Бермейна Стиверна, победив его нокаутом в 1-м раунде. 8 декабря Ортис вернулся на ринг и во втором раунде победил Даниэля Мартца. После победы над Мартцем Ортис изъявил желание провести бой против Деонтея Уайлдера, а Уайлдер принял вызов. Бой стал седьмой защитой (шестой добровольной) Уайлдера титула чемпиона мира по версии WBC.
Поединок проходил с переменным успехом. После первых четырёх раундов на судейских записках была ничья (38:38). В конце пятого раунда Уайлдер отправил Ортиса в нокдаун и получил преимущество, которое удерживал до 7-го раунда. В 7-м раунде Ортис смог потрясти Уайлдера, после чего действующий чемпион пытался клинчевать, в итоге судьи отдали победу в раунде Ортису со счетом 10:8, при этом ему не удалось отправить соперника в нокдаун. В следующих раундах усталость 39-летнего кубинца стала очевидной. В 10-м раунде Уайлдер дважды отправлял Ортиса в нокдаун, что привело к тому, что рефери принял решение остановить поединок.

## Предыстория
В июле 2017 года появились сообщения, в которых говорилось, что действующий чемпион по версии WBC Деонтей Уайлдер 4 ноября 2017 года проведёт добровольную защиту титула против непобеждённого кубинского боксёра-тяжеловеса Луиса Ортиса, который в 2015 году обладал титулом временного чемпиона мира по версии WBA. Обязательный претендент на титул Уайлдера и бывший его обладатель — американец Бермейн Стиверн — должен был провести бой против другого американского боксёра-тяжеловеса Доминика Бризила в андеркарте боксёрского вечера, главным поединком которого был бы бой Уайлдер — Ортис. 29 сентября стало известно, что Ортис провалил допинг-тест, в его крови были обнаружены хлоротиазид и гидрохлоротиазид. Сам Ортис утверждал, что он принимал лекарства, в которых содержатся эти вещества, из-за высокого давления. В итоге бой был отменён, а соперником Уайлдера стал Стиверн.
Поединок Деонтей Уайлдер — Бермейн Стиверн II состоялся 4 ноября 2017 года и окончился в 1-м раунде нокаутом Стиверна. Он стал вторым боем между боксёрами. Первый поединок завершился победой Уайлдера единодушным решением судей по истечении 12 раундов и стал единственным (на тот момент) поединком Деонтея, который продлился все отведённые на него раунды. 8 декабря 2017 года состоялся бой Ортиса против американского боксёра Даниэля Мартца, в котором кубинец одержал победу во втором раунде. После поединка Ортис вызвал Уайлдера на бой, а Уайлдер принял вызов.
К 12 января 2018 года были согласованы все условия, и бой был официально назначен на 3 марта 2018 года. Местом проведения боя была выбрана бруклинская спортивная арена «Барклайс-центр». На кону в поединке стоял пояс чемпиона по версии WBC, который принадлежал Уайлдеру. Оба боксёра не имели поражений в профессиональной карьере. Уайлдер провёл 39 боёв и одержал столько же побед, из них 38 досрочно, а Ортис провёл 30 боёв, одержал 28 побед, 24 досрочно, 2 других поединка были признаны не состоявшимися. Для Ортиса бой стал также первым за титул чемпиона мира. Гонорары Уайлдера и Ортиса составили 2 100 000 $ и 500 000 $ соответственно.
На взвешивании, которое прошло 2 марта, Ортис весил 109,4 кг, а Уайлдер — 97,4 кг. Это был самый низкий вес Уайлдера с момента его первого боя на профессиональном ринге в ноябре 2008 года.

### Букмекерские ставки
По мнению букмекеров, однозначным фаворитом в поединке считался Деонтей Уайлдер. Ставки на его победу принимались с коэффициентом 1,33, на победу Ортиса — с коэффициентом от 3,3 до 3,25 к 1. Букмекеры считали, что бой, скорее всего, не продлится все 12 раундов и закончится досрочно. Наиболее вероятным исходом поединка, по мнению букмекеров, считалась победа Уайлдера нокаутом в 5—10 раундах (ставка принималась из расчёта 13 к 1). Ставку на победу Уайлдера по очкам можно было сделать по коэффициенту 5,5 к 1, а на победу Ортиса по очкам — 10 к 1. Ничья же считалась самым маловероятным результатом в поединке, и ставки на неё принимались по коэффициенту от 29 до 34 к 1.

## Телевизионные трансляции поединка
| Канал                 | Страна         |
| --------------------- | -------------- |
| Sky Sports Action     | Великобритания |
| Sky Sports Main Event | Великобритания |
| Showtime              | США            |
| Panama RPC Channel 4  | Панама         |
| Матч ТВ               | Россия         |

## Ход боя
Поединок начался 4 марта 2018 года в 6:45 утра по московскому времени.
Первый раунд прошёл в разведке, боксёры работали неакцентированными джебами (прямыми ударами), но на последних десяти секундах раунда Ортис сумел сократить дистанцию и нанести несколько точных ударов. В защите Уайлдер работал выпадами вперёд, вызывая на себя Ортиса и сразу же оттягиваясь назад. Во втором раунде Ортис пробил акцентированный правый джеб в голову Уайлдера, но Деонтей сумел уклониться от удара. В результате Ортис потерял равновесие и упал. Оставшаяся часть раунда прошла в «разведке», оба боксёра работали джебами, но в конце раунда Уайлдер пробил точную серию акцентированных ударов по корпусу Ортиса. Третий и четвёртый раунды также прошли без обилия акцентированных ударов, оба боксёра работали без риска для себя. Уайлдер — оттягивался назад, пытаясь вызвать соперника на себя, а Ортис работал прямыми неакцентированными ударами, иногда разбавляя их акцентированными.
Первые две с половиной минуты пятого раунда Ортис атаковал Уайлдера, он пробил несколько акцентированных ударных серий, но многие его удары попали в защиту противника. За 14 секунд до окончания этого раунда Уайлдер пробил правый джеб, чем потряс Ортиса, но тот остался на ногах. Уайлдер начал его добивать, и за 12 секунд до окончания раунда Ортис оказался в нокдауне. В шестом раунде Уайлдер работал в атаке, а Ортис работал ударами навстречу. В конце раунда боксёры разменялись акцентированными ударами.
Седьмой раунд начался с размена неакцентированными джебами, но ближе к его второй половине Ортис начал выпускать более акцентированные удары. В итоге ему удалось потрясти Уайлдера. Кубинец начал добивать Уайлдера, но тот пытался удерживать соперника. В итоге все три судьи отдали раунд Ортису со счётом 10:8, хотя Уайлдер и не был в нокдауне. В восьмом раунде кубинец попробовал пойти на добивание соперника, но Уайлдер, хотя и пропускал удары, сконцентрировался на защите. Ко второй половине этого раунда боксёры были измождены (Уайлдер — из-за пропущенных ранее ударов, а Ортис — из-за того, что потратил слишком много сил в предыдущих раундах) и практически не проводили акцентированных ударов. Девятый раунд начался осторожно со стороны обоих боксёров. Уайлдер выглядел восстановившимся, а Ортис — наоборот, но во второй половине раунда ему удалось вновь несколько раз попасть силовыми ударами по сопернику, которые, впрочем, не протрясли американского боксёра. В конце раунда Ортис пропустил правый прямой от Уайлдера и был потрясён.
В конце первой минуты 10-го раунда Уайлдер вновь сумел потрясти Ортиса, но тот сблизился и начал клинчевать соперника. В итоге Уайлдер бросил кубинца на настил ринга. Увидев, что он смог потрясти соперника, Уайлдер начал атаковать его, и за 1 минуту 25 секунд до окончания раунда Ортис вновь оказался в нокдауне. Кубинец смог подняться, но Уайлдер начал очередную атаку и за 57 секунд до окончания раунда вновь отправил Ортиса в нокдаун. Рефери Дэвид Филдс не стал начинать отсчёт и прекратил поединок.

### Статистика ударов
Ударов всего
| Боксёр          | Раунд                             | 1      | 2      | 3      | 4      | 5      | 6      | 7      | 8      | 9      | 10     | Всего      |
| --------------- | --------------------------------- | ------ | ------ | ------ | ------ | ------ | ------ | ------ | ------ | ------ | ------ | ---------- |
| Деонтей Уайлдер | Попаданий (из них в корпус)/всего | 4/29   | 7/30   | 2/21   | 9/29   | 10/37  | 12/42  | 11/42  | 10/41  | 11/33  | 22/42  | 98(5)/346  |
| Деонтей Уайлдер | Процент попаданий                 | 13,8 % | 22,3 % | 9,5 %  | 31 %   | 27 %   | 28,6 % | 26,2 % | 24,4 % | 33,3 % | 52,4 % | 28,3 %     |
| Луис Ортис      | Попаданий (из них в корпус)/всего | 7/37   | 5/24   | 5/33   | 9/33   | 5/39   | 9/33   | 27/70  | 14/54  | 3/25   | 3/15   | 87(33)/363 |
| Луис Ортис      | Процент попаданий                 | 18,9 % | 20,8 % | 15,2 % | 27,3 % | 12,8 % | 27,3 % | 38,6 % | 25,9 % | 12 %   | 20 %   | 24 %       |

Джебы
| Боксёр          | Раунд                             | 1      | 2    | 3      | 4      | 5     | 6      | 7      | 8      | 9      | 10     | Всего     |
| --------------- | --------------------------------- | ------ | ---- | ------ | ------ | ----- | ------ | ------ | ------ | ------ | ------ | --------- |
| Деонтей Уайлдер | Попаданий (из них в корпус)/всего | 3/25   | 4/20 | 2/15   | 5/20   | 4/20  | 4/20   | 2/16   | 5/23   | 5/21   | 4/11   | 38(4)/191 |
| Деонтей Уайлдер | Процент попаданий                 | 12 %   | 20 % | 13,3 % | 25 %   | 20 %  | 20 %   | 12,5 % | 21,7 % | 23,8 % | 36,4 % | 19,9 %    |
| Луис Ортис      | Попаданий (из них в корпус)/всего | 3/29   | 3/15 | 3/26   | 2/19   | 2/27  | 5/16   | 5/34   | 1/26   | 0/17   | 0/9    | 24(8)/218 |
| Луис Ортис      | Процент попаданий                 | 10,3 % | 20 % | 11,5 % | 10,5 % | 7,4 % | 31,3 % | 14,7 % | 3,8 %  | 0 %    | 0 %    | 11 %      |

Силовые удары
| Боксёр          | Раунд                             | 1    | 2      | 3      | 4      | 5      | 6      | 7      | 8      | 9      | 10     | Всего      |
| --------------- | --------------------------------- | ---- | ------ | ------ | ------ | ------ | ------ | ------ | ------ | ------ | ------ | ---------- |
| Деонтей Уайлдер | Попаданий (из них в корпус)/всего | 1/4  | 3/10   | 0/6    | 4/9    | 6/17   | 8/22   | 9/26   | 5/18   | 6/12   | 18/31  | 60(1)/155  |
| Деонтей Уайлдер | Процент попаданий                 | 25 % | 30 %   | 0 %    | 44,4 % | 35,3 % | 36,4 % | 34,6 % | 27,8 % | 50 %   | 58,1 % | 38,7 %     |
| Луис Ортис      | Попаданий (из них в корпус)/всего | 4/8  | 2/9    | 2/7    | 7/14   | 3/12   | 4/17   | 22/36  | 13/28  | 3/8    | 3/6    | 63(25)/145 |
| Луис Ортис      | Процент попаданий                 | 50 % | 22,2 % | 28,6 % | 50 %   | 25 %   | 23,5 % | 61,1 % | 46,4 % | 37,5 % | 50 %   | 43,4 %     |

### Судейские записки
| Судья                | Боксёры         | Раунд | Раунд | Раунд | Раунд | Раунд | Раунд | Раунд | Раунд | Раунд | Раунд | Раунд | Раунд | Итого |
| Судья                | Боксёры         | 1     | 2     | 3     | 4     | 5     | 6     | 7     | 8     | 9     | 10    | 11    | 12    | Итого |
| -------------------- | --------------- | ----- | ----- | ----- | ----- | ----- | ----- | ----- | ----- | ----- | ----- | ----- | ----- | ----- |
| Гленн Фельдман       | Деонтей Уайлдер | 9     | 10    | 10    | 9     | 10    | 10    | 8     | 9     | 10    | —     | —     | —     | 85    |
| Гленн Фельдман       | Луис Ортис      | 10    | 9     | 9     | 10    | 8     | 9     | 10    | 10    | 9     | —     | —     | —     | 84    |
|                      |                 |       |       |       |       |       |       |       |       |       |       |       |       |       |
| Кевин Морган         | Деонтей Уайлдер | 9     | 10    | 9     | 10    | 10    | 10    | 8     | 9     | 10    | —     | —     | —     | 85    |
| Кевин Морган         | Луис Ортис      | 10    | 9     | 10    | 9     | 8     | 9     | 10    | 10    | 9     | —     | —     | —     | 84    |
|                      |                 |       |       |       |       |       |       |       |       |       |       |       |       |       |
| Карлос Ортис-младший | Деонтей Уайлдер | 9     | 10    | 9     | 10    | 10    | 10    | 8     | 9     | 10    | —     | —     | —     | 85    |
| Карлос Ортис-младший | Луис Ортис      | 10    | 9     | 10    | 9     | 8     | 9     | 10    | 10    | 9     | —     | —     | —     | 84    |

## Андеркарт
В таблице перечислены результаты всех поединков боксёров.
В каждой строке указан результат поединка. Дополнительно номер поединка обозначен цветом, который обозначает итог поединка. Расшифровка обозначений и цветов представлена в нижеследующей таблице.
| Пример | Расшифровка                     |
| ------ | ------------------------------- |
|        | Победа                          |
|        | Ничья                           |
|        | Поражение                       |
|        | Планируемый поединок            |
|        | Поединок признан несостоявшимся |
| КО     | Нокаут                          |
| ТКО    | Технический нокаут              |
| PTS    | Решение судей (по очкам)        |
| UD     | Единогласное решение судей      |
| MD     | Решение большинства судей       |
| SD     | Раздельное решение судей        |
| RTD    | Отказ от продолжения боя        |
| DQ     | Дисквалификация                 |
| NC     | Поединок признан несостоявшимся |

| Боксёр                           | Итог боя   | Боксёр                         | Примечания |
| -------------------------------- | ---------- | ------------------------------ | --- |
| Деонтей Уайлдер (39-0, 38 KO)    | TKO10 (12) | Луис Ортис (28-0, 24 KO, 2 NC) | Бой за титул чемпиона мира в тяжёлом весе по версии Всемирного боксёрского совета (World Boxing Council World Heavyweight Title). Победа Уайлдера техническим нокаутом в 10-м раунде. Счёт судейских записок на момент остановки боя — 85:84, 85:84, 85:84 — в пользу Уайлдера.                                                                                     |
| Хосе Узкатеги (26-2, 22 KO)      | RTD8 (12)  | Андре Диррелл (26-2, 16 KO)    | Бой за титул временного чемпиона мира во втором среднем весе по версии Международной боксёрской федерации (interim International Boxing Federation World Super Middleweight Title). Победа Узкатеги ввиду отказа соперника от продолжения поединка после 8-го раунда. Счёт судейских записок на момент остановки боя: 78:74, 79:73 и 77:75 — всё в пользу Узкатеги. |
| Алисия Наполеон (8-1, 5 KO)      | UD10 (10)  | Фемке Херманс (6-0, 3 KO)      | Бой за вакантный титул чемпиона мира во втором среднем весе среди женщин по версии Всемирной боксёрской ассоциации (vacant World Boxing Association World Female Super Middleweight Title). Победа Алисии Наполеон единодушным судейским решением — 99:91, 98:92 и 98:92.                                                                                           |
| Патрик Дэй (14-2-1, 6 KO)        | UD10 (10)  | Кироне Дэвис (13-1, 5 KO)      | Бой за вакантный титул континентального чемпиона Америки в первом среднем весе по версии Всемирного боксёрского совета. (vacant World Boxing Council Continental Americas Super Welterweight Title). Победа Дэя единодушным судейским решением — 98:92, 97:93 и 96:92.                                                                                              |
| Сергей Деревянченко (11-0, 9 KO) | RTD6 (8)   | Дашон Джонсон (22-22-3, 7 KO)  | Рейтинговый бой в среднем весе. Победа Деревянченко ввиду отказа Джонсона от продолжения поединка после 6-го раунда. |
| Вилли Монро-младший (21-3, 6 KO) | UD8 (8)    | Карлос Гальван (16-6-1)        | Рейтинговый бой во втором среднем весе. Победа Монро единогласным единодушным судейским решением — 80:71, 80:71 и 80:71. |
| Чардал Букер (8-0, 4 KO)         | UD6 (6)    | Эммануэль Санчес (7-7-1, 1 KO) | Рейтинговый бой в среднем весе. Счёт судейских записок 60:53, 60:53 и 60:53. |
| Гэри Антуан Расселл (3-0, 3 KO)  | TKO2 (6)   | Киасин Фриман (4-0, 2 KO)      | Рейтинговый бой в первом полулёгком весе. Победа Рассела техническим нокаутом во втором раунде. |
| Ричардсон Хитчинс (3-0, 1 KO)    | TKO2 (6)   | Чарльз Стэнфорд (2-2, 0 KO)    | Рейтинговый бой в первом полусреднем весе. Победа Хитчинса техническим нокаутом во втором раунде. |
| Кенни Роблес (2-1, 1 KO)         | UD4 (4)    | Хавьер Мартинес (4-3, 3 KO)    | Победа Роблеса единодушным судейским решением — 39:37, 39:37 и 40:36. |

## После боя
После поединка Ортис неоднократно заявлял о желании провести бой-реванш с чемпионом. Следующий свой бой Ортис провёл 28 июля 2018 года против Развана Кожану, нокаутировав его во втором раунде.
1 декабря 2018 года в «Стэйплс-центре» (Лос-Анджелес) состоялся поединок между Уайлдером и бывшим чемпионом по версиям WBA, IBF, WBO, IBO и The Ring Тайсоном Фьюри за титул чемпиона мира по версии WBC, а одним из разогревочных поединков был бой между Луисом Ортисом и Трэвисом Кауффманом. По мнению Ортиса, этот бой должен был приблизить его к реваншу с Уайлдером. В итоге бой Ортиса закончился победой для кубинца, а бой Уайлдер — Фьюри ничьей.
После ничей в поединке с Фьюри, следующим соперником Уайлдера стал Доминик Бризил. Бой «Уайлдер — Бризил» состоялся 18 мая 2019 года и завершился победой Уайлдера. После победы Уайлдер заявил, что теперь для него первоочередной задачей является проведение поединков-реваншей против Луиса Ортиса и Тайсона Фьюри. В итоге, реванш с Ортисом состоялся 23 ноября 2019 года. По ходу поединка доминировал Ортис, однако в конце седьмого раунда Уайлдеру удалось его нокаутировать.

## Комментарии
1. ↑  Согласно правилам профессионального бокса счёт 10:8 в раунде даётся, только если один из боксёров был в нокдауне.